# Кировский район (Казань)
Кировский район (тат. Киров районы) — один из семи районов в городе Казань.
Занимает западную часть города и является вторым по территории после Приволжского.
С центральной частью города район граничит по рекам Волга и Казанка, на востоке и севере — с Московским районом, на западе — с Зеленодольским районом Республики Татарстан.
Наряду с центральной частью со старейшей в городе Адмиралтейской, а также Ягодной и Пороховой слободами, в состав района входят крупный посёлок-эксклав Юдино и ещё 10 поселков — Залесный, Новое Юдино (Беляевский), Займище, Куземетьево, Красная Горка, Новое Аракчино, Калинина, Старое Аракчино, Игумново-Лагерная, Лебяжье. Значительную площадь района занимают крупнейшая в городе лесопарковая зона и промзоны.
Согласно генеральному плану развития города, началась реновация в жилые кварталы территорий частной, промышленной, складской и прочей малоценной застройки в восточной части района (в 1-ю очередь — Большая Крыловка вдоль вновь проложенной части городского Малого и Большого) и застройка микрорайонов малоэтажного и индивидуального коттеджного строительства Казанская усадьба и Ореховка на прилегающих к границе города неиспользовавшихся территориях по западному направлению вдоль Горьковского шоссе, а также планируется сооружение новых «спальных» районов массовой многоэтажной застройки Новый Залесный перед Ореховкой и Новое Юдино-Куземетьево на высвобождаемых и намывных территориях вдоль Волги южнее посёлков Лагерная, Аракчино, Красная Горка.

## История
До революции 1917 года территория, часть современного района, входившая на тот момент в состав Казани, относилась к 6-й городской части. После революции на её территории были созданы несколько райкомов ВКП(б): Адмиралтейский (Адмиралтейско-Игумновский), Ягодинский, Пороховской, Волжский. 19 апреля 1919 года все они, за исключением последнего, упразднённого в 1921 году, были объединены в Объединённо-Слободской райком. В феврале 1924 года протоколом бюро райкома район было постановлено переименовать район в Ленинский, однако переименование было отклонено президиумом горсовета. В 1925 году на его основе образовался административный район, первоначально называвшийся Заречным, с 1931 года — Пролетарским, а в 1935 году был переименован в честь Сергея Мироновича Кирова.
В середине 1950-х годов зону в затопления Куйбышевского водохранилища попала часть района: Дальнее Устье и посёлок Грабарский (полностью), Адмиралтейская, Ягодная, Большая и Малая Игумновы слободы (частично); кроме того, в зону затопления попали и некоторые предприятия, в том числе речной порт, известково-алебастровый завод МПСМ СССР, кожевенный завод артели «Красное Знамя», 3 лесозавода (горжилснаба, химлеспрома и лесозавод «Пролетарий»), база Татарской конторы треста «Главсоль», база отстоя судов Главречтранса и другие.
Современный Кировский район — это индустриальный центр Казани, трудовая история которого берет свои истоки еще в 17 веке, когда по приказу Петра I была основана Адмиралтейская слобода, а позже — Казанский пороховой и Казанский пумповый (кожевенный) заводы.
С конца 2010 г. Администрации Кировского и Московского районов объединены (на базе администрации Московского района).

## Руководители Кировского района
1. 1985—1985 Зерцалов Геннадий Иванович (26.05.1947) — Председатель райисполкома;
2. 1985—1987 — Мачтаков Николай Васильевич (14.05.1941) — Председатель райисполкома;
3. 1987—1989 — Селиванов Владимир Егорович (02.09.1947) — Председатель райисполкома;
4. 1989—1998 — Соловьев Владимир Геннадьевич (29.08.1954) — Председатель райисполкома, Глава администрации;
5. 1998—2006 — Барышев Александр Георгиевич(19.10.1954) — Глава администрации;
6. 2006—2007 — Сергеев Александр Евгеньевич (26.05.1966) — Глава администрации;
7. 2007—2009 — Нурутдинов Айрат Рафкатович (11.11.1971) — Глава администрации;
8. 2009—2016 — Фаттахов Дамир Ильдусович (11.10.1979) — Глава администрации;
9. 2016—2024 — Миронов Сергей Александрович (1.07.1983) — Глава администрации;
10. 2024—по н/в — Жаворонков Владимир Владимирович (09.05.1985) — Глава администрации.

### Первые секретари райкома РКП(б)/ВКП(б)/КПСС[5]
- Жебровский, Эдмунд Станиславович (ноябрь 1918 — декабрь 1918)[a]
- Михалев (январь 1919 — апрель 1919)[b]
- Мухамедшин, Мухамедзян (апрель 1919 — февраль 1920)
- Очков, Александр Алексеевич (февраль 1920 — май 1920)
- Жарков, Афанасий Михайлович (июль 1920 — октябрь 1920)
- Лазарев, Василий Никифорович (ноябрь 1920 — июнь 1921)
- Ванюшин, Арсений Иванович (июнь 1921 — февраль 1922)
- Понеделко, Иван Борисович (март 1922 — январь 1924)
- Касимов, Галиулла Сингатуллович[тат.] (январь 1924 — июль 1924)
- Сагидуллин, Мингарей Сагидуллович[тат.] (август 1924 — декабрь 1924)
- Понеделко, Иван Борисович (январь 1925 — январь 1926)
- Фёдоров, Филипп Павлович (январь 1926 — март 1927)
- Прусаков, Михаил Дмитриевич (март 1927 — февраль 1928)
- Розенберг, Яков Александрович (март 1928 — сентябрь 1928)
- Аксёнов, Павел Васильевич (сентябрь 1928 — октябрь 1930)
- Иоффе, Соломон Саулович (октябрь 1930 — ноябрь 1931)
- Коровин, Сергей Степанович (декабрь 1931 — декабрь 1932)
- Аникин, Степан Сергеевич (январь 1933 — декабрь 1934)
- Фомичев, Василий Александрович (январь 1935 — январь 1937)
- Кузьмин, Михаил Андреевич (март 1937 — октябрь 1937)
- Долотказин, Али Умярович[тат.] (октябрь 1937 — июнь 1938)
- Тихонов, Григорий Порфирьевич (июнь 1938 — декабрь 1940)
- Дэльвин, Павел Илларионович (январь 1941 — сентябрь 1942)
- Тараканов, Самуил Павлович (сентябрь 1942 — сентябрь 1946)
- Ильин, Василий Иосифович (сентябрь 1946 — февраль 1951)
- Козлов, Николай Васильевич (февраль 1951 — октябрь 1955)
- Серебренников, Александр Степанович (октябрь 1955 — ноябрь 1959)
- Муравьев, Владислав Борисович (ноябрь 1959 — октябрь 1960)
- Шихова, Мария Ивановна (октябрь 1960 г — декабрь 1960)
- Богатырёв, Сергей Георгиевич (январь 1961 — февраль 1966)
- Наумов, Игорь Петрович (март 1966 — январь 1971)
- Рамеев, Марс Камилович (январь 1971 — ноябрь 1978)
- Канчурин, Эдуард Абубакирович (ноябрь 1978 — ноябрь 1985)
- Зерцалов, Геннадий Иванович (ноябрь 1985 — август 1987)
- Сабитов, Равиль Гумерович (сентябрь 1987 — август 1991)

## Население
| 1939     | 1959     | 1970     | 1979     | 1989     | 2002     | 2003     |
| -------- | -------- | -------- | -------- | -------- | -------- | -------- |
| 64 068   | ↗86 933  | ↗127 183 | ↗137 754 | ↗139 598 | ↘110 465 | ↘108 400 |
| 2004     | 2005     | 2006     | 2007     | 2009     | 2010     | 2012     |
| →108 400 | ↘105 899 | ↗106 122 | ↗107 162 | ↗108 230 | ↗109 125 | ↗110 167 |
| 2013     | 2014     | 2015     | 2016     | 2017     | 2018     | 2019     |
| ↗110 914 | ↗112 258 | ↗113 560 | ↗114 727 | ↗117 363 | ↗120 243 | ↗125 806 |
| 2020     | 2021     | 2023     |          |          |          |          |
| ↗132 737 | ↗140 001 | ↗140 789 |          |          |          |          |

## Экономика
На территории района хозяйственно — экономическую деятельность ведут множество крупных и малых предприятий, они создают рабочие места, производят качественную продукцию, внедряют инновации, модернизируют технологии и приносят прибыль. Всего в Кировском районе расположено: 15 крупных промышленных предприятий, 2830 индивидуальных предпринимателей, 1832 предприятий малого бизнеса, 7 банков, 4 крупные строительные компании, 3 научно — исследовательских и проектных института, 5 торговых комплексов, 4 автосалона, 164 продовольственных магазина, 105 магазинов промышленных товаров, 88 кафе и ресторанов, 112 предприятий бытового обслуживания.

## Крупные резиденты
- Предприятия Казанского территориального управления Горьковской железной дороги — филиала ОАО «РЖД»
- Федеральное казённое предприятие «Казанский государственный казённый пороховой завод»
- Федеральное казённое предприятие «Государственный научно-исследовательский институт химических продуктов»
- Проектный институт «Союзхимпромпроект» федерального государственного бюджетного образовательного учреждения высшего профессионального образования «Казанский исследовательский технологический университет»
- «Кожгалантерейная фабрика»
- ЗАО «Казанский Текстиль»
- АО «Нега»
- ООО «Завод строительных конструкций-2»
- ЗАО "Казанское Спецуправление «Гидроспецстрой»
- ООО «Аракчинский гипс»
- ООО «БРИЗ»
- ООО «Эгида»
- Филиал АО «Татэнерго»
- Филиал ОАО «Сетевая компания „Казанские электрические сети“»
- ООО «ТАИФ-СТ»

## Транспортная инфраструктура
Дорожная сеть Кировского района включает в себя автомобильные дороги общего пользования протяженностью более 271 км, в том числе федерального значения — более 50 км, регионального значения — около 150,5 км и местного значения — более 50 км. Общественный транспорт района представлен 3 трамвайными маршрутами, 3 троллейбусными маршрутами и 41 автобусными маршрутами.

## Образование
Казанский государственный энергетический университет - один из трех профильных энергетических ВУЗов России. В университете ведется подготовки бакалавров и магистров и по 11 направлениям подготовки дипломированных специалистов. В районе также находится Казанский филиал Волжского государственного университета водного транспорта (Институт морского и речного флота имени Героя Советского Союза М. П. Девятаева — Казанский филиал ФГБОУ ВО «ВГУВТ»)
Среднее профессиональное образование представлено 7 заведениями: Профессиональный колледж № 41, Казанский технологический колледж, Казанский техникум железнодорожного транспорта, Колледж Института морского и речного флота имени Героя Советского Союза М. П. Девятаева — Казанский филиал ФГБОУ ВО «ВГУВТ» и Казанский торгово-экономический техникум.
На территории района работают 35 учреждений дошкольного и 17 среднего образования, в том числе 5 гимназий, 5 инновационных школ, 1 гимназия-интернат для девочек и 1 школа-интернат для детей с нарушением речи. На территории района находится Центр содействия семейному устройству (создан в марте 2014 Кабинетом Министров РТ на базе детского дома Кировского района), основной целью деятельности Центра является содействие семейному устройству детей, оставшихся без попечения родителей, организация и обеспечение социальной (постинтернатной) адаптации выпускников организаций для детей-сирот и детей, оставшихся без попечения родителей, подготовка и сопровождение приёмных семей.

## Культура
Старейший Кировский район Казани лидирует по количеству исторических объектов, расположенных на его территории. В историческом багаже Заречья и Адмиралтейской слободы — более 90 памятников археологии, культуры, истории и архитектуры. Среди них — памятник воинам, павшим при взятии Казани в 1551г., Зилантов Успенский монастырь, Макарьевская церковь, комплекс зданий Казанского порохового завода, кожевенный завод «Кызыл кунче», юбилейная арка «Красные ворота», памятник генерал-лейтенанту Русской императорской армии Лукницкому, бюст дважды Герою Советского Союза, летчику истребителю Н. Г. Столярову, а также Храм всех религий.

## Парки и скверы
В рамках реализации Титульного проекта «Адмиралтейская слобода» будет[когда?] производиться «реанимация» культурно-исторической территории Адмиралтейской слободы. Рекреационная зона вдоль Волги и Казанки будет располагать прогулочными набережными и причалами для стоянки исторических судов. Главным элементом возрождаемой слободы станет парк «Старое русло», площадью более 84 гектаров.
Кировский район Казани по праву[какому?] является самым зеленым в столице Татарстана, на его территории расположились 7 скверов, 3 парка и 1 лесопарк. Некоторые из них:
- Парк Петрова, ул. Димитрова, 4
- Экопарк «Озеро Харовое», ул. Мулланура Вахитова
- Парк развлечений «Кырлай», ул. Односторонняя Гривка
- Лесопарк Лебяжье
- Парк «Сад рыбака», ул. Клары Цеткин

## Спорт
Кировский район обладает полноценной[уточнить] спортивной инфраструктурой, позволяющей развивать как массовый любительский спорт, так и спорт высших достижений. Центром спортивной жизни является Училище Олимпийского резерва, основанное в 2003 году. Сегодня[когда?] в нем обучаются более тысячи одаренных спортсменов в возрасте от 14 до 19 лет, представители 17 видов спорта.
На территории района расположены 5 спортивных комплексов, 2 легкоатлетических манежа, 3 плавательных бассейна, 42 стандартных спортивных зала, 2 лыжные базы, 4 универсальные спортивные площадки, включающие в себя мини-футбольное поле с искусственным покрытием, площадку для игры баскетбол и волейбол с полиуретановым покрытием, и станцию уличных тренажеров.
Успешно[уточнить] работают 2 детские спортивные школы: ДЮСШ по лыжным гонкам с однопрофильной специализацией и ДЮСШ «Стрела», развивающая 7 видов спорта, среди которых кёрлинг, карате киокусинкай, легкую атлетику, спортивную акробатику, фигурное катание, футбол и хоккей.

## Фотогалерея

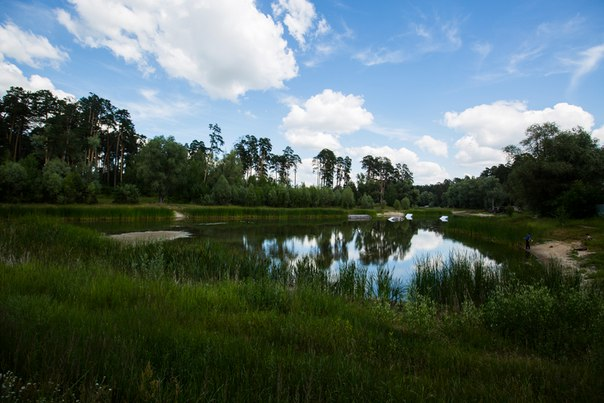
Озеро Лебяжье
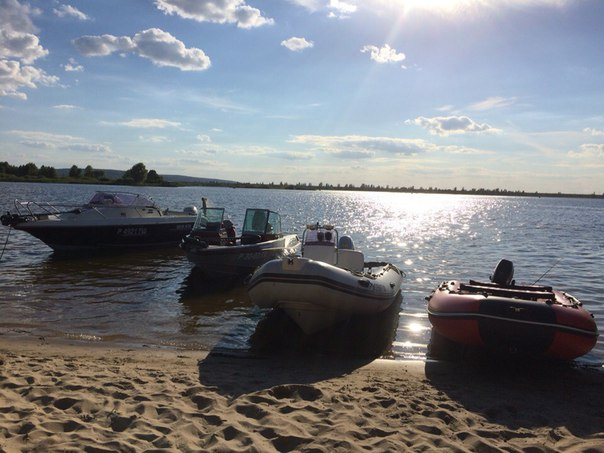
Куземетьевский мыс
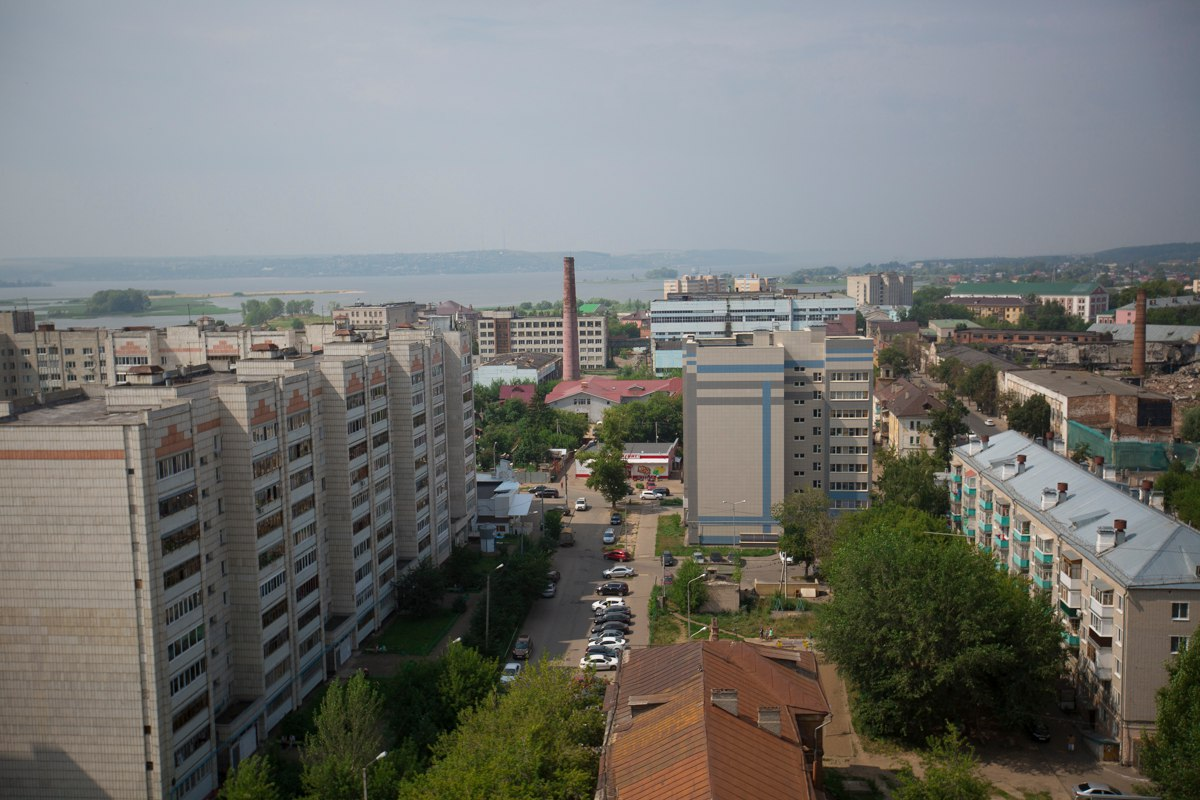
Кировский район
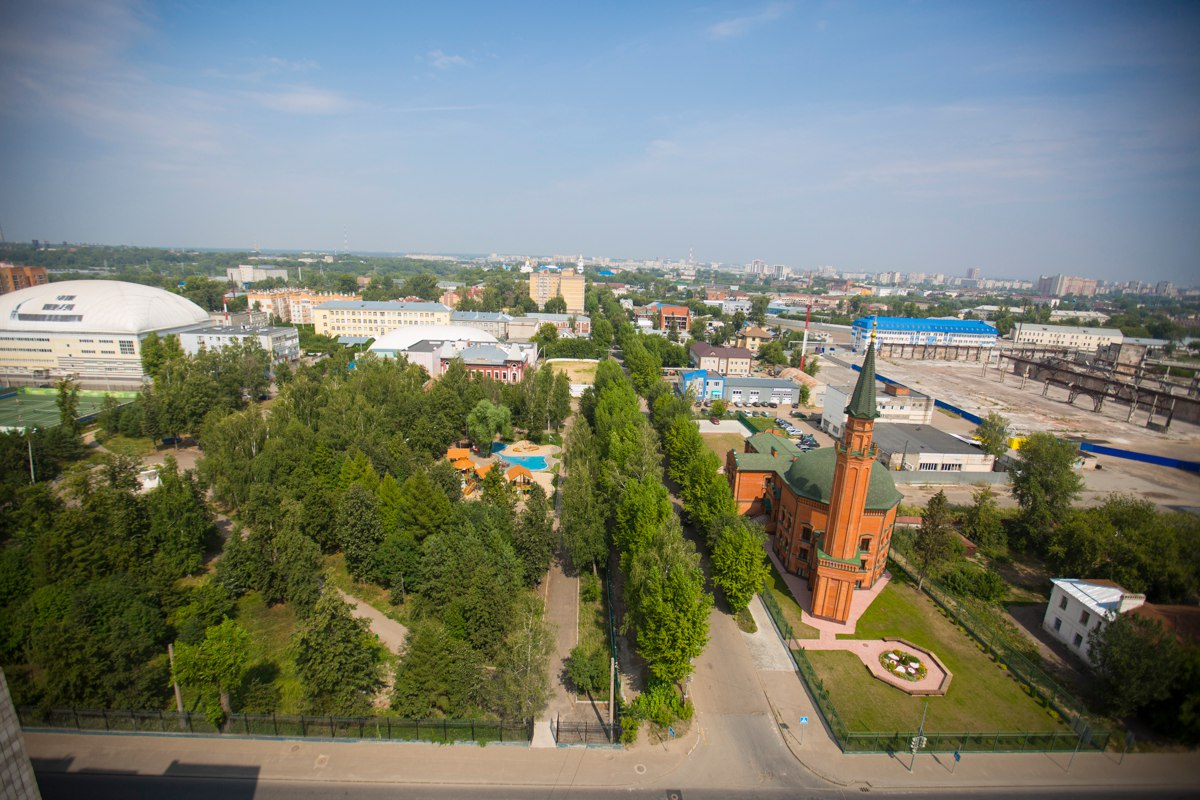
Адмиралтейская слобода
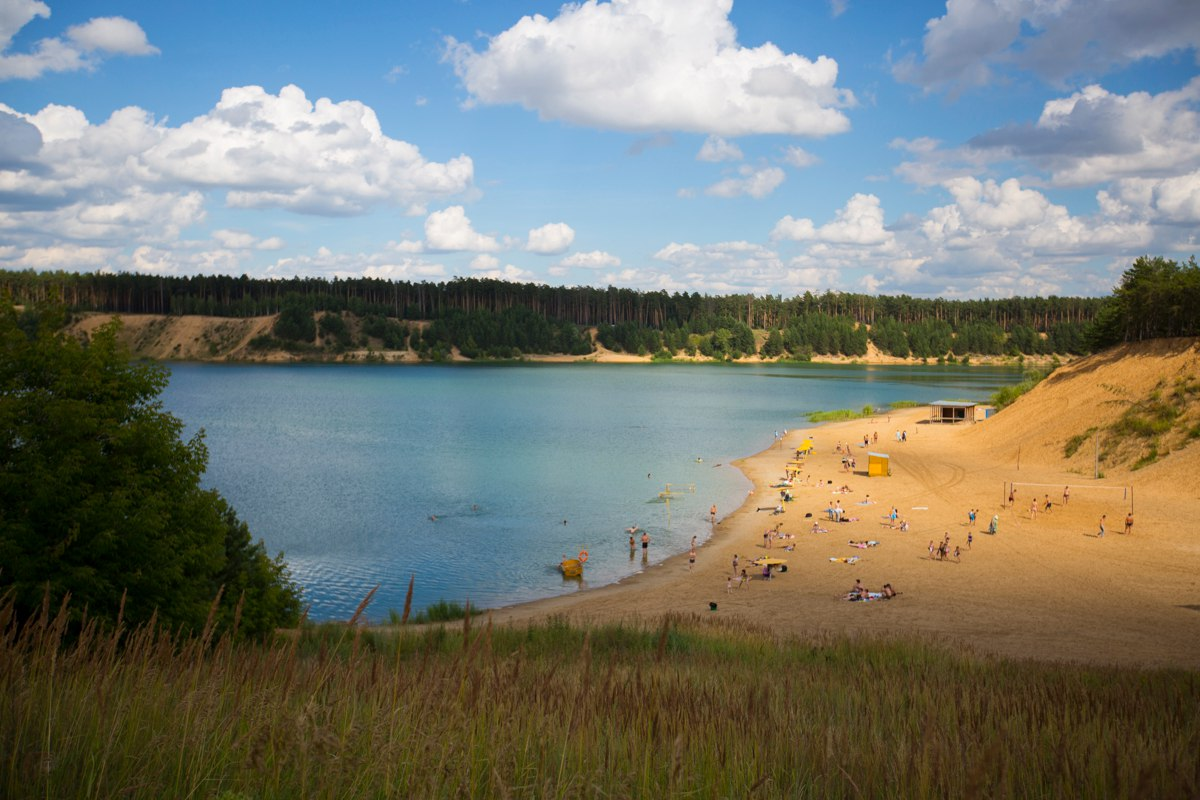
Озеро Изумрудное
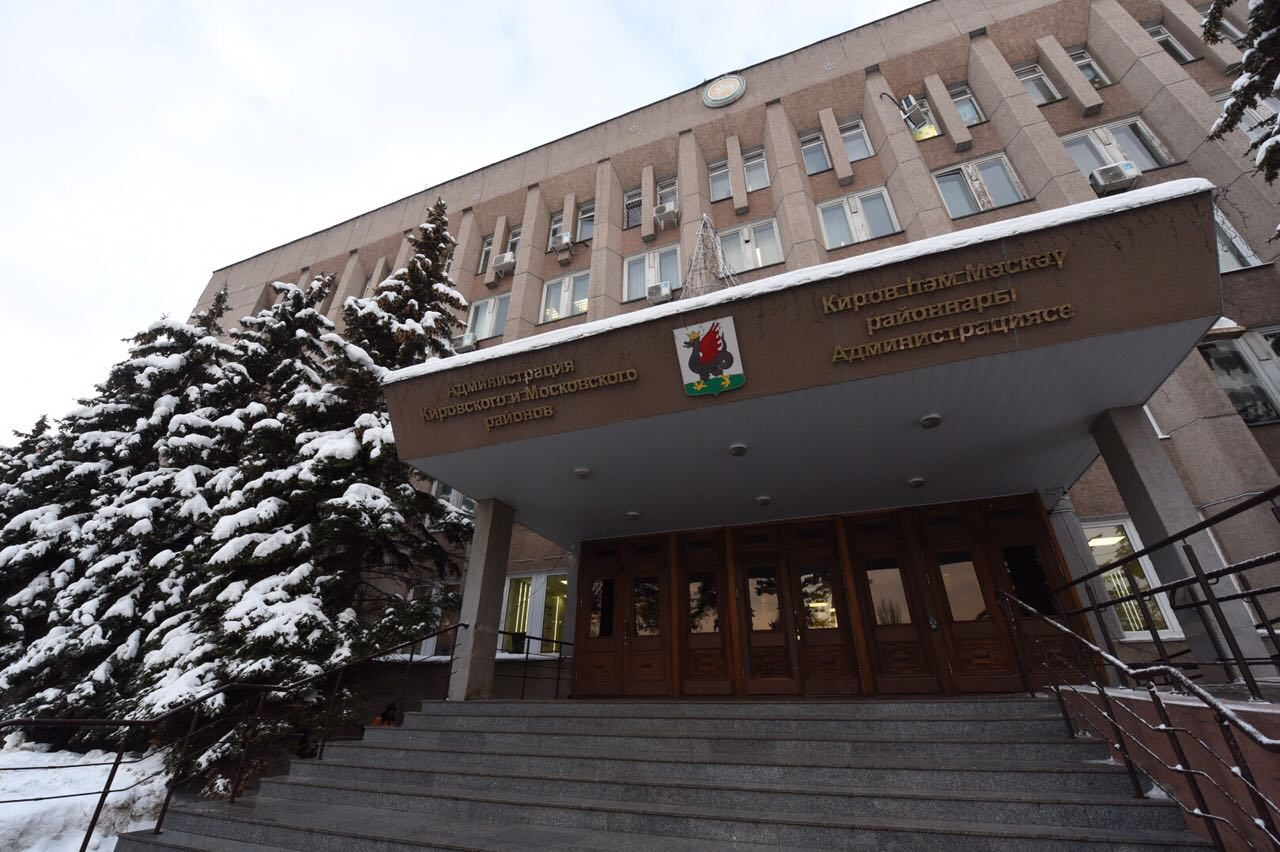
Администрация Кировского и Московского районов ИКМО Казани

### Комментарии
1. ↑  первый секретарь Адмиралтейского райкома партии
2. ↑  первый секретарь Адмиралтейского райкома партии